# VO TJ Spartak Myjava
VO TJ Spartak Myjava – słowacki klub siatkarski z Myjavy założony w 1952 roku. Wicemistrz i sześciokrotny brązowy medalista mistrzostw Słowacji.
Klub w najwyższej klasie rozgrywkowej na Słowacji – extralidze – zadebiutował w sezonie 1996/1997. W sezonach 2012/2013 i 2013/2014 współpracował z VKP Bratislava, tworząc wspólny zespół pod nazwą Spartak VKP Myjava.
Drużyna mecze domowe rozgrywa w miejskiej hali sportowej w Myjavie.

## Historia
Pierwsze wzmianki o pojawieniu się siatkówki w Myjavie pochodzą z 1931 roku. Wówczas w ŠK Myjava powstała sekcja piłki siatkowej. Rok później utworzona została kolejna drużyna siatkarska przy stowarzyszeniu TJ Sokol Myjava. W 1934 roku zdobyła ona mistrzostwo Považskej župy, a rok później zajęła 4. miejsce w mistrzostwach Słowacji.
Po II wojnie światowej drużyna wznowiła działalność w 1948 roku i występowała w rozgrywkach regionalnych. W 1952 roku w ramach reformy strukturalnej wychowania fizycznego w Myjavie powstała organizacja TJ Spartak Myjava, a przy niej sekcja siatkówki. Siatkarska drużyna uczestniczyła głównie w turniejach regionalnych. W 1959 roku zajęła drugie miejsce w spartakiadowym turnieju w Trenczynie. W następnym roku zespół przestał istnieć.
W 1969 roku pod kierownictwem trenera Lubomíra Podrazila powstała młodzieżowa drużyna, która w ciągu następnych trzech lat awansowała do juniorskiej I. Słowackiej Ligi Narodowej (I. Slovenská národná liga), w której regularnie startowała w kolejnych latach. Na bazie zawodników drużyny młodzieżowej utworzony został także zespół seniorski, który w sezonie 1995/1996 pod wodzą grającego trenera Štefana Pipy zwyciężył w I lidze słowackiej i awansował tym samym do najwyższej klasy rozgrywkowej – extraligi.
Największe sukcesy seniorska drużyna odniosła za czasów trenera Jaroslava Vlka. Wówczas w sezonach 1999/2000 i 2000/2001 zajęła dwukrotnie 3. miejsce w extralidze, a także zadebiutowała w europejskich pucharach, uczestnicząc w sezonie 2000/2001 w Pucharze CEV. Męska seniorska drużyna została rozwiązana po sezonie 2001/2002, w którym zajęła 5. miejsce w extralidze.
Reaktywacja seniorskiego zespołu nastąpiła w 2009 roku. Dzięki wsparciu finansowemu władz miasta w sezonie 2009/2010 drużyna wystartowała w grupie zachodniej 1. ligi. Po zwycięstwie w tej grupie w kolejnym sezonie powróciła do extraligi, w której w dwóch kolejnych sezonach rozgrywki kończyła na 4. i 8. miejscu.
Ze względu na złą sytuację finansową przed sezonem 2012/2013 władze klubów VO TJ Spartak Myjava i VKP Bratislava zdecydowały się na współpracę i utworzenie jednego zespołu pod nazwą Spartak VKP Myjava. Oba kluby jednak nie zdecydowały się na fuzję i pozostały oddzielnymi podmiotami. W sezonie 2012/2013 Spartak VKP Myjava ligowe zmagania zakończył na 4. miejscu, w następnym sezonie zdobył natomiast brązowy medal. Po zakończeniu sezonu 2013/2014 współpraca między klubami zakończyła się, a zespół z Myjavy w extralidze postanowił wystartować samodzielnie. W trzech kolejnych sezonach kończył rozgrywki na 5. miejscu, w sezonie 2017/2018 – na 6. miejscu, natomiast 2018/2019 – na 7. miejscu. Sezon 2019/2020 ze względu na pandemię COVID-19 został przerwany i niedokończony.
W sezonie 2020/2021 drużyna po raz pierwszy została wicemistrzem Słowacji. W finałach fazy play-off przegrała rywalizację z klubem Rieker UJS Komárno.

## Udział w europejskich pucharach
| Sezon     | Rozgrywki        | Osiągnięcie             |
| --------- | ---------------- | ----------------------- |
| 2001/2002 | Puchar CEV       | faza grupowa            |
| 2014/2015 | Puchar Challenge | I runda kwalifikacyjna  |
| 2015/2016 | Puchar Challenge | II runda kwalifikacyjna |
| 2016/2017 | Puchar Challenge | ćwierćfinał             |
| 2017/2018 | Puchar Challenge | runda kwalifikacyjna    |
| 2021/2022 | Puchar Challenge | 1/8 finału              |
| 2022/2023 | Puchar Challenge | 1/32 finału             |
| 2023/2024 | Puchar Challenge | 1/32 finału             |
| 2024/2025 | Puchar Challenge | 1/32 finału             |

## Osiągnięcia
Mistrzostwa Słowacji:
- 2. miejsce (1x): 2021
- 3. miejsce (6x): 2000, 2001, 2014, 2022, 2023, 2024[4]

Puchar Słowacji:
- 2. miejsce (1x): 2025